# Amanda Plummer
Amanda Plummer (New York, 23 marzo 1957) è un'attrice statunitense, vincitrice dell'Emmy e del Tony Award.

## Biografia
Amanda Plummer è figlia dell'attrice Tammy Grimes e del premio Oscar Christopher Plummer. Nel 1982 vince un Tony Award come miglior attrice protagonista in un'opera teatrale per la sua interpretazione di sorella Agnese nella rappresentazione teatrale Agnes of God. Prima di ottenere ruoli da protagonista, interpreta il ruolo di Alice Hackett in L.A. Law - Avvocati a Los Angeles, una ragazza disabile, fidanzata con Benny Stulwitz (Larry Drake).
Nel 1994 interpreta la rapinatrice "Coniglietta" in Pulp Fiction di Quentin Tarantino. Nel 2023 è nel cast della terza stagione di Star Trek: Picard, settima serie televisiva live action del franchise di fantascienza Star Trek, in cui interpreta la "cattiva" Vadic.

## Filmografia parziale

### Cinema
- Branco selvaggio (Cattle Annie and Little Britches), regia di Lamont Johnson (1981)
- Il mondo secondo Garp (The World According to Garp), regia di George Roy Hill (1982)
- Daniel, regia di Sidney Lumet (1983)
- Hotel New Hampshire (The Hotel New Hampshire), regia di Tony Richardson (1984)
- Accadde in paradiso (Made in Heaven), regia di Alan Rudolph (1987)
- Joe contro il vulcano (Joe Versus the Volcano), regia di John Patrick Shanley (1990)
- La leggenda del re pescatore (The Fisher King), regia di Terry Gilliam (1991)
- Freejack - In fuga nel futuro (Freejack), regia di Geoff Murphy (1992)
- Mia moglie è una pazza assassina? (So I Married an Axe Murderer), regia di Thomas Schlamme (1993)
- Cose preziose (Needful Things), regia di Fraser Clarke Heston (1993)
- Nostradamus regia di Roger Christian (1994)
- Pulp Fiction, regia di Quentin Tarantino (1994)
- Butterfly Kiss - Il bacio della farfalla (Butterfly Kiss), regia di Michael Winterbottom (1995)
- The Final Cut, regia di Roger Christian (1995)
- L'ultima profezia (The Prophecy), regia di Gregory Widen (1995)
- Freeway No Exit (Freeway), regia di Matthew Bright (1996)
- Hercules, regia di Ron Clements, John Musker (1997) - voce
- Un semplice desiderio (A Simple Wish), regia di Michael Ritchie (1997)
- Los Angeles senza meta (L.A. Without a Map), regia di Mika Kaurismäki (1998)
- 8 donne e ½ (8½ Women), regia di Peter Greenaway (1999)
- The Million Dollar Hotel, regia di Wim Wenders (2000)
- Seven Days to Live, regia di Sebastian Niemann (2000)
- Ilaria Alpi - Il più crudele dei giorni, regia di Ferdinando Vicentini Orgnani (2002)
- Ken Park, regia di Larry Clark, Edward Lachman (2002)
- La mia vita senza me (My Life Without Me), regia di Isabel Coixet (2003)
- Mimic 3: Sentinel, regia di JT Petty (2003)
- Halloween Killer (Satan's Little Helpers), regia di Jeff Lieberman (2004)
- Small Apartments, regia di Jonas Åkerlund (2012)
- Hunger Games - La ragazza di fuoco (The Hunger Games: Catching Fire), regia di Francis Lawrence (2013)
- Strangely in Love, regia di Amin Matalqa (2014)
- Honeyglue, regia di James Bird (2016)
- Io danzerò (La Danseuse), regia di Stéphanie Di Giusto (2016)
- Showing Up, regia di Kelly Reichardt (2022)

### Televisione
- Un giustiziere a New York (The Equalizer) – serie TV (1988)
- Miami Vice – serie TV, episodio 5x09 (1989)
- I racconti della cripta (Tales from the Crypt) – serie TV, episodio 1x05 (1989)
- L.A. Law - Avvocati a Los Angeles (L.A. Law) – serie TV (1989-1990)
- Last Light - Storia di un condannato a morte (Last Light) – film TV (1993)
- Il diritto di non parlare (The Right to Remain Silent), regia di Hubert C. de la Bouillerie – film TV (1996)
- Dark Skies - Oscure presenze (Dark Skies) – serie TV (1996)
- Oltre i limiti (The Outer Limits) – serie TV (2000)
- Lexi e il professore scomparso (Get a Clue), regia di Maggie Greenwald – film TV (2002)
- Law & Order - Unità vittime speciali (Law & Order: Special Victims Unit) – serie TV, 1 episodio (2005)
- Affinity, regia di Tim Fywell – film TV (2008)
- Hannibal – serie TV, episodio 2x04 (2013)
- Ratched – serie TV (2020)
- The Blacklist – serie TV, episodio 2x13 (2015)
- Star Trek: Picard – serie TV, 6 episodi (2023)

## Teatro
- Pygmalion (1987)
- You Never Can Tell (1986)
- The Glass Menagerie (1983)
- Agnes of God (1982)
- A Taste of Honey (1981)
- The Lark, Stratford Shakespeare Festival (2005)

## Riconoscimenti (parziale)
- Premio Emmy
  - 2005 – Migliore attrice ospite in una serie drammatica per Law & Order - Unità vittime speciali
- Tony Award
  - 1982 – Miglior attrice non protagonista in un'opera teatrale per Agnes of God[1]
  - 1982 – Candidatura alla miglior attrice protagonista in un'opera teatrale per A Taste of Honey[1]
  - 1987 – Candidatura alla miglior attrice protagonista in un'opera teatrale per Pygmalion[1]

## Doppiatrici italiane
Nelle versioni in italiano delle opere in cui ha recitato, Amanda Plummer è stata doppiata da:
- Antonella Rinaldi in Pulp Fiction, Halloween Killer, Law & Order - Unità vittime speciali
- Fabrizia Castagnoli in Freejack - In fuga nel futuro, Star Trek: Picard
- Anna Cesareni in Freeway, Ken Park
- Melina Martello in Miami Vice
- Emanuela Rossi in Daniel
- Paola Tedesco in Joe contro il vulcano
- Barbara Castracane in Mimic 3
- Cristina Boraschi in La leggenda del re pescatore
- Lorenza Biella in Cose preziose
- Caterina Sylos Labini in La mia vita senza me
- Barbara Berengo Gardin in The Million Dollar Hotel
- Serena Verdirosi in Branco selvaggio
- Paila Pavese in Butterfly Kiss - Il bacio della farfalla
- Liliana Sorrentino in Un semplice desiderio
- Loredana Nicosia ne I racconti della cripta (Peggy)
- Roberta Paladini ne I racconti della cripta (Madre di Peggy)
- Marella Jacobacci in Accadde in paradiso
- Giovanna Martinuzzi in Mia moglie è una pazza assassina?
- Ludovica Modugno in 8 donne e ½
- Stefanella Marrama in Hunger Games: La ragazza di fuoco
- Antonella Giannini in Io danzerò

Da doppiatrice è sostituita da:
- Elena Magoia in Hercules